# Vojta Dukát
Vojta Dukát, příp. Voita Dukát (* 12. června 1947 Brno) je současný moravský a nizozemský fotograf a filmař, který žije od roku 1968 v Nizozemsku.
Dvakrát byl nominován fotografem prestižní fotografické agentury Magnum Photos (1974, 1976), jejím trvalým členem se však nestal. V roce 1980 byla ve Stedelijk muzeu v Amsterodamu uspořádána první výstava jeho fotografií. Je držitelem Capi-Lux Prijs (1997), významného fotografického ocenění za dlouhodobý přínos na poli vizuální komunikace. Retrospektivní výstava Dukátovy tvorby byla otevřena v Gemeentemuseum Den Haag roku 2001 u příležitosti udělení ceny Ouborgprijs.

## Výstavy
účast na společných výstavách:
- 1984 Elisabeth Frank Gallery, Knokke, Belgie
- 1984 Stichting Sinus, putovní výstava, Holandsko
- 1984 „Foto 84“, „7 holandských fotografů“, Nieuwe Kerk, Amsterdam
- 1985 Kulturní centrum Venlo, Roermond a Maastricht en Heerlen
- 1985 Museum Fodor, Amsterdam
- 1986 Animals in Photography, Photographers Gallery, London
- 1986 „First Israeli Photography Biennale“, Israel
- 1987 „Fotografie in opdracht“, Galerie Perspektief, Rotterdam
- 1988 Photofest Houston: „Dutch Photographers of the 20th Century“, Bluffer Gallery, Houston, Texas
- 1988 „Roots and Turns: Traditie en vernieuwing van de fotografie in Nederland sinds 1900“, Stedelijk Museum Amsterdam
- 1989 „Het Poëtisch Moment“, Stadsgalerij Heerlen
- 1989 „Ogenblikken“, Galerie Nouvelles Images, Den Haag
- 1989 „150 Jaar Fotografie“, Stedelijk Museum Amsterdam
- 1990 „151 Jaar Fotografie“, Inkt 2, Den Haag
- 1991 „Československá fotografie v exilu“, Mánes, Praha
- 1992 Československá fotografie v exilu (1939 - 1989), Mánes, Praha
- 1993 „De Kracht van heden“, Loods 6, Amsterdam
- 1995 KunstRai, Amsterdam
- 1995 „Video-fragmenten“, Gemmentemuseum Den Haag
- 1995 „Orbis Fictus: New Media in Contemporary Art“, Sorošovo centrum současného umění, Praha
- 1995 „Jitro kouzelníků“, Valdštejnská jízdárna, Praha
- 1995 „Haagse Nieuwen“, Artoteek Den Haag
- 1999 Nederlandse Fotografie Biënnale, Naarden
- 1999 „Autonomous Photography in The Hague“, Haagse Kunstring, Den Haag
- 2002 projekce „De Kracht van heden“, Fotofestival Breda, Holandsko, poté projekce v dalších 9 nizozemských městech
- 2003 „Fotografie in NL“, Fotomuseum den Haag
- 2003 „1000 fotografií z Amsterdamu 1945/2003“, Historické museum Amsterdam
- 2003 „Nizozemští fotografové“, Fotomuseum den Haag
- 2003 Ejhle světlo / Look Light, Moravská galerie v Brně, Brno (Brno-město)
- 2004 Ejhle světlo / Look Light, Jízdárna Pražského hradu, Praha
- 2004 projekce „Le cinema des photographes Neerlanda is“, Maison Europeen de la Photographie, Paris
- 2005 projekce „Tatra 77, Mother of all cars“, Quartair den Haag, Haag
- 2005 Česká fotografie 20. století / Czech photography of the 20th century, UMPRUM, Praha (bez souhlasu autora a s protestem)
- 2010 Karel Cudlín a Vojta Dukát: Cesty Ukrajinou, projekce, Galerie Školská 28, Praha
- 2011 Tina b. 2011 Festival současného umění, Praha (Hlavní město Praha), Praha
- 2011 V plném spektru. Fotograﬁe 1900-1950 ze sbírky Moravské galerie v Brně, Pražákův palác, Brno (Brno-město)
- 2014 Dancing Light, Huis Marseille, Museum for Photography, Amsterdam

samostatné:
- 1972 Galerie 38, Zürich
- 1972 Galleria Pictogramma, Řím
- 1973 Galerie 38, Zürich
- 1975 Canon Photo Gallery, Amsterdam
- 1980 Stedelijk Museum Amsterdam
- 1980 Galerie Nouvelles Images, Haag
- 1980 Kunstzaal Hengelo
- 1989 „Pouze 3 hodiny“, Galerie SCSF, Praha
- 1997 „Vojta Dukát“, cena Capi-Lux Alblas, Stedelijk Museum Amsterdam
- 2001 „A Slice of Time, Vojta Dukát“, cena Ouborg, Gemeentemuseum Den Haag
- 2002 „A Slice of Time, Vojta Dukát“ Kulturní město Evropy, Porto, Portugalsko
- 2012 Fotografie z krabičky, Dům umění města Brna 2012

## Zastoupení ve sbírkách
- Stedelijk Museum Amsterdam
- Gemeentemuseum Den Haag
- Ministerie van CRM Nederland
- Město Amsterdam
- Museum van Moderne Kunst, Lodz
- Moravská galerie, Brno
- Město Den Haag
- Nederlandse Kunst Stichting
- Koninklijke Capi-Lux Alblas Stichting, Amsterdam
- Artoteek Den Haag
- soukromé sbírky